# 2027年國際足協女子世界盃外圍賽 (南美洲區)
2027年國際足協女子世界盃南美洲區外圍賽為首屆國際足協女子世界盃南美洲區外圍賽，由南美洲足協各成員國的女子代表隊參加。本賽事共有9支參賽隊伍，主辦國巴西已自動晉級決賽圈，故無須參加外圍賽。南美洲區有2位直接出線名額與2位跨洲附加賽名額，最終在本賽事勝出的兩位隊伍可直接晉級2027年女子世界盃會內賽。

## 賽制
2024年12月13日，南美洲足球協會（CONMEBOL）宣布成立一項新的外圍賽賽事，將作為2027年國際足協女子世界盃的南美洲區資格賽，不再以美洲女子國家盃作為世界盃資格賽（2025年美洲女子國家盃仍為泛美運動會和奧運的資格賽）。本賽事共有9支參賽隊伍，每隊將與其他8支隊伍進行單循環賽（主客各4場），排名最高的2支隊伍將直接晉級世界盃會內賽，另外有2位跨洲附加賽，詳細賽事規章有待公布。

## 參賽隊伍
除了主辦國巴西以外，所有南美洲足球協會成員國均有外圍賽參加資格。
| 隊伍     | 賽前國際足協世界排名 |
| -------- | -------------------- |
| 阿根廷   | —                    |
| 乌拉圭   | —                    |
| 哥伦比亚 | —                    |
| 秘魯     | —                    |
| 智利     | —                    |
|          | —                    |
| 巴拉圭   | —                    |
| 委內瑞拉 | —                    |
| 玻利维亚 | —                    |

## 附加賽階段
1. ↑  . FIFA.com. FIFA.   [2024-12-30].
2. ↑  . CONMEBOL. 2024-12-12  [2025-02-11] （西班牙语）.
3. ↑  . Inside World Football. 2024-12-13  [2024-12-30] （英国英语）.